# Морфонска кула
Морфонска или Амалфийската кула (на гръцки: Πύργος της Μορφωνούς, Πύργος Μονής Αμαλφηνών, Πύργος Μονής Αμαλφίνων) е отбранително съоръжение, разположено на полуостров Света гора, Халкидики, Гърция.

## Местоположение
Кулата е единствената запазена постройка от Амалфийския манастир, разположен на средата между Великата лавра и Каракал..

## История
Манастирът и кулата са построени в X - XI век. Манастирът е запуснат в XIII век, но изглежда кулата е останала в употреба - вероятно поради отбранителни причини. Старата византийска кула - със силно изпъкнали контрафорси - е реконструирана в началото на XVI век, без да следва старата типология на етажния план в по-високите нови части.

## Описание
Кулата има същите пропорции и морфологични елементи като Зографската пристанищна кула.